# Азатаван
Азатаван (вірм. Ազատավան) — село в марзі Арарат, у центрі Вірменії. Село розташоване на трасі Єреван — Степанакерт, неподалік від залізниці Єреван — Єрасх, за 5 км на північний захід від міста Арташата, між селами Баграмян та Бурастан, на північний схід від села Беркануш.